# Darázs-lyuka
A Darázs-lyuka az Aggteleki Nemzeti Park területén található egyik barlang. A barlang az Aggteleki-karszt és a Szlovák-karszt többi barlangjával együtt 1995 óta a világörökség része.

## Leírás
Az Alsó-hegy fennsíkján, Bódvaszilas központjától északra, a XII.43.4. számú határkőtől délre, körülbelül 310 méterre, nem messze a XII.44. számú határkőtől, a Vecsembükki-zsombolytól nyugatra, 200 méterre, erdőben, fokozottan védett területen, nagy töbör északkeleti részén, kis mélyedés szélén, figyelemre méltó sziklás részen nyílik. A Vecsembükki-zsombolytól haladva a sárga sáv jelzésű turistaúton, az úttól délre körülbelül 150 méterre található.
A töbör közvetlenül a Vecsembükki-zsomboly töbre mellett helyezkedik el és ebben van a Banán-zsomboly bejárata, valamint a töbör tetején a Karácsony-zsomboly bejárata is. A Vecsembükki-zsomboly és a Banán-zsomboly között húzott képzeletbeli vonalon, 522 méter tengerszint feletti magasságban fekszik. A bejárat természetes jellegű, függőleges tengelyirányú, szabálytalan alakú és egy jól látható hasadék mentén keletkezett.
Van három kürtője, amelyek közül az egyik visszacsatlakozik a fő aknához. A fenék felett van egy kis párkány apró függőcseppkövekkel. A zsomboly falai nagyon sárosak, ezért a barlang nagyon sötétnek látszik. Bejárásához engedély és kötéltechnikai eszközök alkalmazása szükséges.
Előfordul a barlang az irodalmában Darás-lyuka (Vlk 2016), Darás zsomboly (Vlk 2016) és Prepadlisko Osia (Vlk 2019) neveken is. 2019-ben volt először Darázs-lyuka néven említve a barlang az irodalmában.

## Kutatástörténet
Az Aggteleki-karszt és a Szlovák-karszt barlangjait 1995-ben nyilvánították világörökségi helyszínné és ezért ez a barlang is a világörökség része, bár később lett felfedezve. Régen a barlang bejáratát sziklatömbök és sár tette járhatatlanná. 2015-ben fedezte fel a barlangot a Barrandien Barlangkutató Csoport a veszélyes sziklatömbök eltávolításával, a bejárat megtisztításával. Ebben az évben Daniel Balvín és Mikuláš Vlk felmérték a barlangot, majd ők a felmérés alapján megrajzolták a barlang hosszmetszet térképét és 2 keresztmetszet térképét. A hosszmetszet térképen látható a 2 keresztmetszet elhelyezkedése a barlangban.
Az Alsó-hegy karsztjelenségeiről szóló, 2019-ben kiadott könyvben az olvasható, hogy a Darázs-lyuka (Prepadlisko Osia) 8 m hosszú és 8 m mély. A barlang azonosító számai: Szlovákiában 219, Magyarországon 5452/100. A könyvben publikálva lettek a barlang 2015-ben készített térképei. A barlangot 2015-ben Daniel Balvín és Mikuláš Vlk mérték fel, majd 2015-ben Daniel Balvín és Mikuláš Vlk a felmérés alapján megrajzolták a barlang térképeit. A térképeket 2015-ben Luděk Vlk digitalizálta. Az ismertetéshez publikálva lett egy színes fénykép, amelyen a barlang bejárata figyelhető meg. A kiadványhoz mellékelve lett az Alsó-hegy részletes térképe. A térképet Luděk Vlk, Mojmír Záviška, Ctirad Piskač, Jiřina Novotná, Miloš Novotný és Martin Mandel készítették. A térképen, amelyen fekete ponttal vannak jelölve a barlangok és a zsombolyok, látható a Darázs-lyuka (5452/100, 219) földrajzi elhelyezkedése.